# La Yaguara (metro de Caracas)
La Yaguara es una de las estaciones de la Línea 2 del Metro de Caracas.